# Natural Doctrine
Natural Doctrine (japonés: ナチュラル ドクトリン, Hepburn: Nachuraru Dokutorin) es un juego de rol táctico de 2014 de Kadokawa Games para PlayStation 3, PlayStation 4 y PlayStation Vita.

## Jugabilidad
El juego es un juego de rol táctico basado en el concepto de selección natural .  El juego cuenta con modos para un jugador y multijugador con modo versus y cooperativo,  y es compatible con juego cruzado y guardado cruzado.
La historia del juego se muestra desde la perspectiva de Geoff, el protagonista principal, acompañado por dos mujeres llamadas Vasily y Anka.El combate se basa en un sistema de batalla por turnos, y un concepto principal del juego es tener una gran cantidad de aliados y enemigos simultáneamente en un campo de batalla de gran tamaño. El tiempo se puede controlar dinámicamente y las unidades se pueden controlar en un solo espacio. Las unidades en combate entre sí forman campamentos, donde las unidades pueden regresar al campamento al final del turno siempre que el campamento no sea destruido. Las unidades también pueden esconderse detrás de objetos.
Fuera de Feste, especies como minotauros, duendes y orcos establecen bases y tienen la intención de atacar desde ellas. El campo es amplio y está dispuesto dentro de los límites de la cuadrícula. En el modo multijugador, los jugadores pueden jugar como especies no humanas.
El modo en línea incluye un juego de batalla de cartas, donde los jugadores pueden competir entre sí con sus propios mazos formulados. 
La trama se desarrolla en un universo en el que los humanos luchan contra otras razas con magia y espadas.En un mundo de caos, los humanos construyeron la ciudad fortaleza Feste como su hogar y lucharon contra otras especies. El protagonista, Geoff, es un soldado de la guardia cuyo objetivo es limpiar las guaridas de los duendes para garantizar el acceso a recursos importantes para la humanidad.

## Desarrollo
El juego fue anunciado en la conferencia de prensa de SCEJA en septiembre de 2013. Es el primer título desarrollado exclusivamente por Kadokawa. El juego originalmente estaba destinado a ser un título de lanzamiento para PlayStation 4;sin embargo, se retrasó dos veces, hasta abril de 2014.
Atsushi Ii, anteriormente conocido por dirigir Patapon, lideró el equipo de desarrollo como director. Atsushi Ikariya, responsable del diseño de personajes de Fate/Zero, diseñó los personajes junto con ufotable .  Los productores son Yoshimi Yasuda y Kensuke Tanaka.La banda sonora del juego fue compuesta por Noriyuki Asakura, y el tema final es un arreglo de " The Court of the Crimson King " de King Crimson.
El juego fue localizado por NIS America para su lanzamiento regional en Norteamérica y PAL en el tercer trimestre de 2014.
Una actualización importante lanzada el 10 de julio de 2014 agregó un modo fácil al juego, luego de las quejas iniciales de los jugadores en Japón de que el juego es demasiado difícil. Además, se presenta un tutorial más detallado, cada nivel incluye sugerencias de estrategia y se ha aumentado la cantidad de puntos de control para guardar. El jugador también puede acelerar las acciones de los enemigos. Se incluyeron tres misiones cooperativas en línea adicionales para todas las plataformas, además de un conjunto de misiones extra difíciles para jugadores de PlayStation 4.

## Recepción
El juego recibió críticas "mixtas" en todas las plataformas según el sitio web de revisión Metacritic. En Japón, Famitsu le dio una puntuación de uno siete y tres ochos para las versiones de PlayStation 3 y PlayStation 4, y de un seis y tres ochos para la versión de PlayStation Vita.
Heath Hindman de PlayStation LifeStyle comentó que aunque la mecánica de la importación japonesa de PlayStation 4 era interesante, la interfaz de usuario y el diseño de niveles requerían mejoras adicionales, y el ritmo del juego parecía más lento de lo que debería.Hardcore Gamer lo llamó "castigador, injusto a veces y empeñado en canalizar a los jugadores a través de un pasillo estrecho que deja poco o ningún espacio para la experimentación táctica".  

El juego vendió relativamente pocas unidades durante la primera semana de su lanzamiento en Japón,con solo 18.000 unidades físicas minoristas vendidas en las tres plataformas separadas esa semana.  En julio de 2014, el juego había vendido más de 50.000 unidades en las tres plataformas.